# Il Libertario
Il Libertario fu un settimanale anarchico e libertario della Spezia, pubblicato fra il 1903 ed il 1922.

## La storia
Il periodico iniziò le pubblicazioni il 12 luglio 1903 fondato dall'anarchico Pasquale Binazzi e dalla sua compagna Zelmira Peroni. Raggiunse ben presto rilevanza nazionale per la chiarezza di impostazione e per alcune famose campagne (contro la parzialità di alcune sentenze della magistratura, contro il militarismo e contro il clericalismo). Venne soppresso quando il regime fascista iniziò la sua ascesa al potere. Il direttore responsabile per tutta la durata del periodico fu lo stesso Pasquale Binazzi (coadiuvato da Zelmira Peroni che lo sostituì in diverse occasioni anche per lunghi periodi). Binazzi anche fra il 1942 e il 1944 costituì un riferimento organizzativo della federazione anarchica che si stava ricostituendo; le raccolte del periodico sono di basilare interesse per lo studio e la comprensione delle lotte operaie di inizio secolo e per le diatribe che provocò la partecipazione o meno alla prima guerra mondiale. Sono disponibili nell'Archivio della Famiglia di Camillo Berneri ed, assieme ad altre curate da Aurelio Chessa, costituiscono una fonte fondamentale per gli studi del periodo storico e gli studi di ricostruzione dello sviluppo dell'anarchismo italiano portato avanti in gran parte dallo stesso Aurelio Chessa.